# Ilyophinae
Ilyophinae – podrodzina ryb promieniopłetwych z rodziny Synaphobranchidae.

## Rozmieszczenie geograficzne
Do podrodziny należą gatunki występujące w wodach Oceanu Atlantyckiego, Oceanu Indyjskiego i Oceanu Spokojnego.

## Podział systematyczny
Do podrodziny należą następujące rodzaje:
- Atractodenchelys Robins & Robins, 1970
- Dysomma Alcock, 1889
- Dysommina Ginsburg, 1951
- Ilyophis Gilbert, 1891
- Linkenchelys Smith, 1989 – jedynym przedstawicielem jest Linkenchelys multipora Smith, 1989
- Meadia Böhlke, 1951
- Thermobiotes Geistdoerfer, 1991 – jedynym przedstawicielem jest Thermobiotes mytilogeiton Geistdoerfer, 1991